# Parallel universe
《Parallel universe》은 가넷 크로우의 8번째 정규 음반이다. 2010년 12월 8일에 GIZA Studio를 통해 발매되었다.

## 해설
2010년 12월 8일에 발매되었다. 작사는 아즈키 나나, 작곡은 나카무라 유리, 편곡은 후루이 히로히토( 「하늘에 불꽃 ~orchestra session~」는 오케스트라 편곡·후지와라 이쿠로, 오케스트라 연주자·도쿄 시티 필하모닉 관현악단).
전 정규 음반 《STAY ~요아케노 Soul~》으로부터 1년 3개월 만에 발매되는 음반이며 초회한정반(CD+DVD)과 통상반(CD)으로 구성되어 있다.
초회한정반(GZCA-5230,GZCA-5231) DVD에는 2010년에 행해진 오케스트라 라이브 콘서트 영상(GARNET CROW livescope 2010+~welcome to the parallel universe) 3곡이 수록되어있으나, CD에 11번 Bonus Track인 Over Drive ~theater version~은 수록되지 않았다.
통상반의 경우는 CD에 11번 Bonus Track, Over Drive ~theater version~은 수록되어 있다.
2010년 2월에 발매된 《THE BEST History of GARNET CROW at the crest...》에 수록되어 있던 As the Dew가 ~album version~으로 2번 트랙 《As the Dew ~album version~》으로 수록되어 있으며, 4월 17일에 개봉된 《명탐정 코난: 천공의 난파선(Detective Conan : The Lost Ship in the sky》의 엔딩 테마였던 《Over Drive》가 3번 트랙과 11번 트랙 《Over Drive ~theater version~》으로 수록되어 있다.
11번 트랙은 통상반에만 해당된다.
같은 해 8월 4일에 발매된 컨셉 앨범《All Lovers》에 수록되어있던 《하늘에 불꽃 (空に花火)》이 오케스트라 버전으로 6번 트랙《空に花火~Orchestra session~》으로 수록되어있다.

## 수록곡

### CD
1. 아오지라 카나타(アオジラ カナタ)
2. As the Dew ~album version~
3. Over Drive
4. Tell me something
5. 미로의 숲(迷いの森)
6. 하늘에 불꽃(空に花火)~Orchestra session~
7. 물가와 Secret Days (渚とシークレットデイズ)
8. The Crack-up
9. Strangers
10. 오늘과 내일과(今日と明日と)
11. Over Drive ~theater version~ (Bonus Track)

### DVD (초회한정판)
GARNET CROW livescope 2010+~welcome to the parallel universe
1. 물이 없는 맑은 바다에(水のない晴れた海へ)
2. Over Drive
3. 하늘에 불꽃(空に花火)